# Konrad Fünfstück
Konrad Fünfstück (Bayreuth, Alemania, 7 de octubre de 1980) es un entrenador de fútbol alemán. Actualmente dirige a la selección de Liechtenstein.

## Trayectoria

### Inicios
Inicialmente, Fünfstück trabajó en el VfB Pößneck y terminó su carrera como jugador debido a una lesión. En Pößneck, fue el director del equipo infantil. En julio de 2002, dejó el VfB Pößneck para unirse al Greuther Fürth como entrenador del equipo juvenil. Permaneció como entrenador hasta 2006, cuando se convirtió en director juvenil del Fürth. Aunque se hizo cargo del equipo juvenil una vez más en 2010, Fünfstück permaneció en este puesto hasta junio de 2011, cuando se convirtió en el nuevo entrenador de Greuther Fürth II. Este fue el puesto en el que permaneció hasta finales de 2012. Durante su etapa en el club, jugaron en la Regionalliga Bayern.

### 1. FC Kaiserslautern
Fünfstück dejó Greuther Fürth para unirse al 1.FC Kaiserslautern, donde se convertiría en el entrenador del equipo de reserva y jefe del desarrollo juvenil. Cuando Kosta Runjaić dejó el club en septiembre de 2015, fue anunciado como el nuevo técnico del primer equipo. Su primer partido en el cargo fue una victoria a domicilio por 2-1 sobre el VfL Bochum. Terminó la temporada 2015-16 con el equipo en el décimo lugar, y unos días después fue relevado de sus funciones en mayo de 2016.

### FC Wil
En junio de 2017 fue nombrado nuevo entrenador del club suizo FC Wil. El 31 de marzo de 2019, fue despedido de su cargo tras una serie de malos resultados.

### Werder Bremen II
Para la temporada 2019/20, Fünfstück fue anunciado como entrenador del Werder Bremen II, que disputaba la Regionalliga Nord. En los cuatro años de su actividad, alrededor de 30 jugadores de su equipo alcanzaron las tres mejores ligas alemanas. Después de algunas semanas de flojos resultados, el club liberó a Fünfstück el 17 de mayo de 2023.

### Liechtenstein
El 23 de mayo de 2023, se anunció que Fünfstück sería el nuevo entrenador de Liechtenstein a partir del 1 de junio.

## Clubes

### Como entrenador
| Club                       | País          | Año           |
| -------------------------- | ------------- | ------------- |
| Greuther Fürth II          | Alemania      | 2011-2012     |
| 1. FC Kaiserslautern II    | Alemania      | 2013-2015     |
| 1. FC Kaiserslautern       | Alemania      | 2015-2016     |
| FC Wil                     | Suiza         | 2017-2019     |
| Werder Bremen II           | Alemania      | 2019-2023     |
| Selección de Liechtenstein | Liechtenstein | 2023-presente |